# Zdravko Zupan

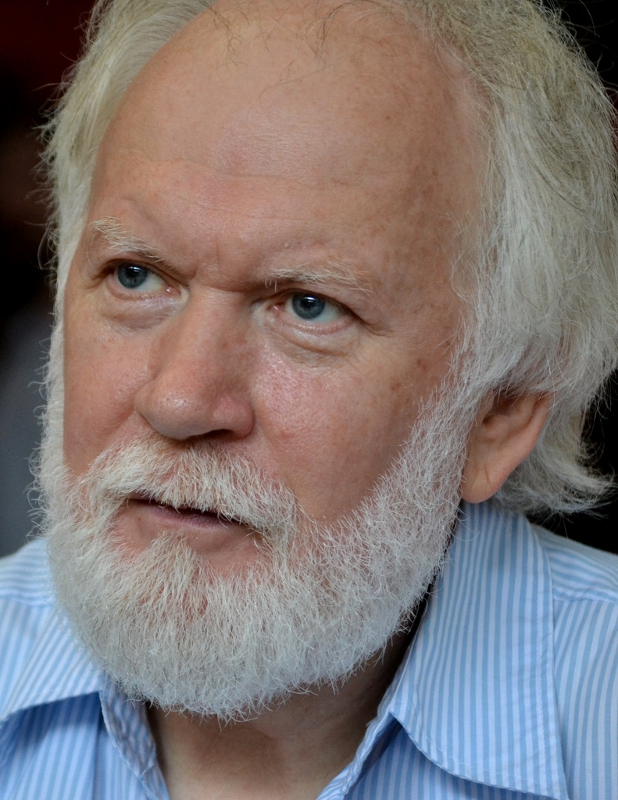
Zdravko Zupan, 2014

Zdravko Zupan (serbokroatisch-kyrillisch Здравко Зупан; * 7. Februar 1950 in Zagreb, Jugoslawien; † 9. Oktober 2015 in Belgrad, Serbien) war ein serbischer Comiczeichner und Comic-Historiker.
Zdravko Zupan war ab Mitte der 1960er in Belgrad als Comiczeichner aktiv. Ab 1973 zeichnete er die Kinderserien Zuzuko und Munja für den kroatischen Markt. 1983 bis 1988 zeichnete er Tom & Jerry-Comic-Episoden, von 1990 bis 1994 zeichnete er für den französischen Markt Micky-Maus- und Goofy-Comics nach den Szenarios von François Corteggiani.
Seit Mitte der 1980er war er als Comic-Historiker aktiv. Hierzu veröffentlichte er Bücher und Texte zum serbischen und kroatischen Comic.

## Werke

### Comics
- "Zuzuko", Szenarist Z. Zupan, Zeka, Male novine, Yu strip, Munja und Bijela pčela, Jugoslawien (Serbien und Kroatien), 1973–2015.
- "Fix und Foxi", Fix und Foxi, Rolf Kauka, Deutschland, 1976[4] und 1977.[5]
- "Tom & Jerry", Szenarist Lazar Odanović, VPA, Jugoslawien (Kroatien), 1983–1988.
- "Mickey Mouse", Szenarist François Corteggiani, Le Journal de Mickey, Frankreich, 1990–1994.
- "Goofy", Szenarist F. Corteggiani, Le Journal de Mickey, Frankreich, 1990–1994.
- "Ellsworth" (dt.: Maxi Smart), Szenarist F. Corteggiani, Le Journal de Mickey, Frankreich, 1990–1994.
- "Miki i Baš-Čelik", Szenarist Nikola Maslovara, Mikijev zabavnik, Serbien, 1999.
- "Munja", Szenaristen Z. Zupan, Vasa Pavković und Zoran Stefanović, Munja, Munja Strip und Bijela pčela, Serbien und Kroatien, 2001–2015.

### Entwicklung des Comics
- Istorija jugoslovenskog stripa I, Slavko Draginčić und Zdravko Zupan, Novi Sad, 1986.
- Vek stripa u Srbiji, Zdravko Zupan, Pančevo, 2007.
- Veljko Kockar - strip, život, smrt, Zdravko Zupan (ed.), Pančevo, 2010.
- The Comics We Loved: Selection of 20th Century Comics and Creators from the Region of Former Yugoslavia (Stripovi koje smo voleli: izbor stripova i stvaralaca sa prostora bivše Jugoslavije u XX veku), Živojin Tamburić, Zdravko Zupan und Zoran Stefanović, Belgrade, 2011.
- Zigomar - maskirani pravednik, Zdravko Zupan (ed.), Pančevo, 2011.